# 斯拉夫斯科
48°50′0″N 23°27′3″E / 48.83333°N 23.45083°E

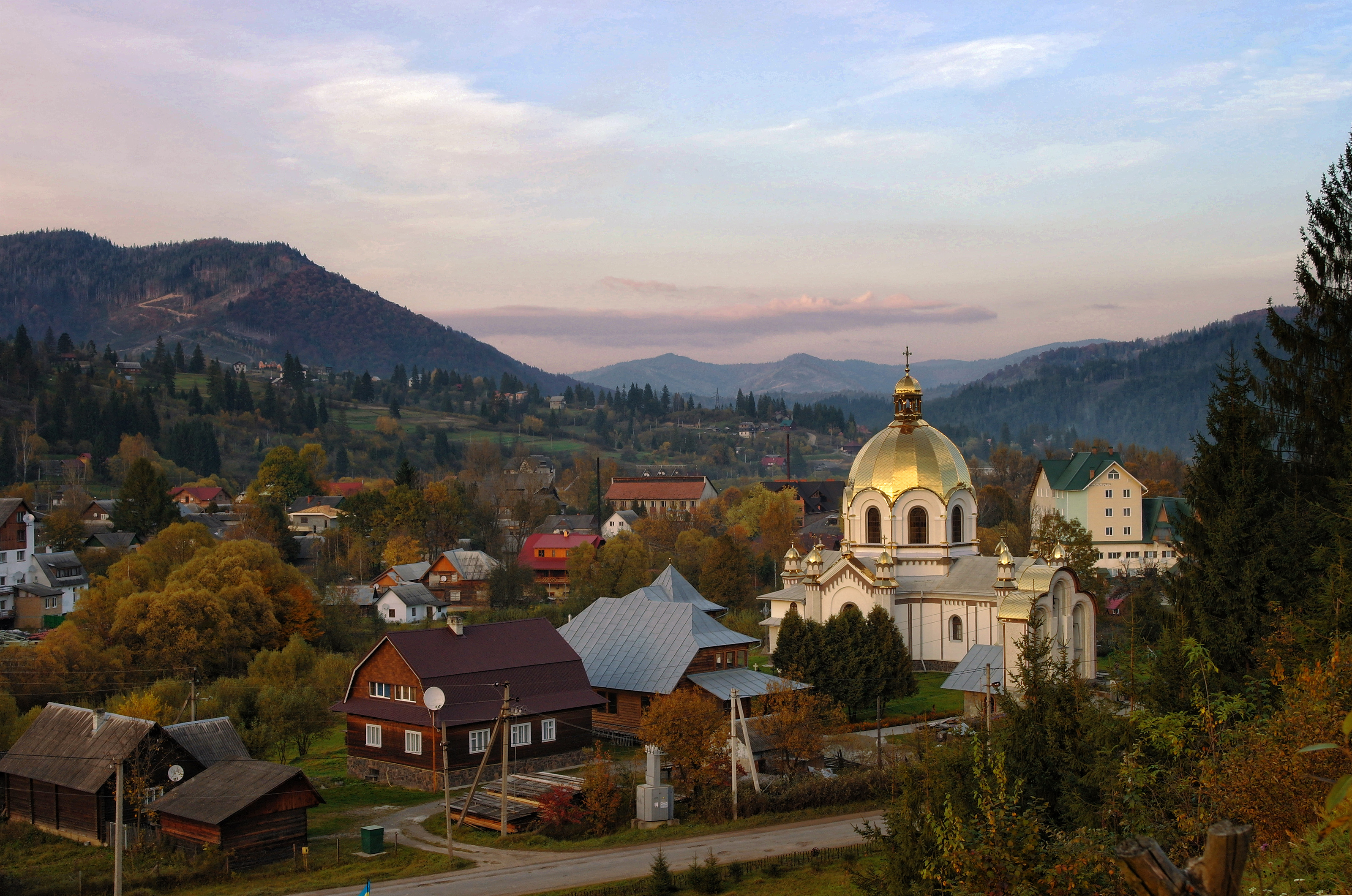
教堂

斯拉夫斯科（羅馬化：Slavsko）是烏克蘭西部利沃夫州斯特雷區斯拉夫斯科市镇内的鎮及該市鎮之行政中心。距離斯科萊28公里，始建於1483年，面積4.08平方公里，2011年人口6,100，人口密度每平方公里1,495.10人。

## 名称
该市级镇原名为斯拉夫斯凯（烏克蘭語：Славське），俄语名译名为斯拉夫斯科耶。2023年乌克兰最高拉达将该市级镇改名为“斯拉夫斯科”。